# Nabidh
Nabīdh ( árabe : نبيذ/naˈbiːð/ ) es una bebida que se elabora tradicionalmente con pasas / uvas o dátiles en agua. Nabidh no es venenoso, pero si se deja reposar durante más de 96 horas, puede volverse levemente intoxicante o muy intoxicante según el nivel de fermentación y el nivel de alcohol.
Nabidh no fermentado (no venenoso) fue una de las bebidas favoritas del profeta islámico Mahoma . Él nunca lo tuvo en agua más de 96 horas, ya que de hacerlo durante 96 horas fermentaría la bebida, lo que la convierte en intoxicante (alcohólica). Los productos intoxicantes están prohibidos en el Islam.
Abu Hurayrah habla de la versión fermentada de la bebida que fue rechazada por Mahoma:
Sabía que el Apóstol de Alá solía guardar el ayuno. Esperé al día en que no ayunaba para presentarle la bebida (nabidh) que hice en una calabaza. Se la llevé mientras fermentaba. Me dijo: Tírala junto a esta pared, pues esta es la bebida de quien no cree en Alá y en el Último Día.
Se sabe que el Nabih aumenta su contenido alcohólico hasta niveles de intoxicación al cabo de dos o tres días, dependiendo de las condiciones del entorno. El nabidh no fermentado está permitido beberlo y es una sunnah. Según la colección de hadices del Imam Malik Ibn Anas, está prohibido "preparar el nabidh en una calabaza o en una jarra untada con brea".
Rufo de Éfeso (fl. 100 d. C.) escribió un tratado sobre la bebida nabīdh, que Qusta ibn Luqa tradujo en su época al árabe con el nombre de Risālah fī al-Nabīdh. En 2007, tras recopilar y cotejar copias de este manuscrito en diferentes bibliotecas del mundo, Hakim Syed Zillur Rahman volvió a reintroducir y publicar esta rara obra en urdu y árabe.
El escritor árabe Ibn Fadlan describe un encuentro en el Volga con un pueblo al que llama "Rūsiyyah", que pueden haber sido rusos o vikingos . Él relata cómo el Rusiyyah bebería una bebida alcohólica a la que se refiere con el nombre "nabidh". No está claro qué bebida era en realidad, pero por el contexto está claro que era intoxicante.
En árabe estándar moderno, el significado de nabidh ha cambiado para significar vino en general, reemplazando la palabra árabe clásica para vino, khamr .